# Cordylochernes dingo
Cordylochernes dingo är en spindeldjursart som beskrevs av Harvey 1990. Cordylochernes dingo ingår i släktet Cordylochernes och familjen blindklokrypare. Inga underarter finns listade i Catalogue of Life.